# Thomas Stearns Eliot
Thomas Stearns Eliot (26. září 1888, St. Louis, Missouri, USA – 4. ledna 1965, Londýn) byl anglický básník, esejista a dramatik amerického původu, nositel Nobelovy ceny za literaturu za rok 1948.

## Život
Thomas Stearns Eliot se narodil roku 1888 v americkém městě St. Louis ve státě Missouri ve starobylé novoanglické rodině. Jeho rodiče byli Henry Ware Eliot a Charlotte Champe Stearns. Nejprve navštěvoval Smithovovu akademii ve svém rodném městě a později Miltonovu akademii v Massachusetts. V roce 1906 začal studovat na Harvardově univerzitě, kde roku 1909 promoval jako bakalář svobodných umění. Poté strávil rok ve Francii (1910–1911) a navštěvoval zde přednášky Henriho Bergsona na pařížské Sorbonně. Ve studiích pak pokračoval na několika německých univerzitách a také v Oxfordu a zajímal se především o řeckou a o indickou mystickou filozofii.
Roku 1916 se Eliot definitivně usadil v Anglii. Krátce zde učil na střední škole, roku 1917 se stal redaktorem časopisu The Egoist a současně pracoval v zahraničním oddělelní Lloydovy banky (do roku 1925). Roku 1922 založil čtvrtletník The Criterion, v jehož prvním čísle otiskl svou slavnou báseň Pustá země (česky též jako Pustina nebo Zpustlá země).
Roku 1927 se Eliot stal ředitelem nakladatelství Faber and Faber, v němž postupně uveřejňoval díla moderních britských básníků. Téhož roku získal britské státní občanství a vstoupil do anglikánské církve.

Eliotova raná básnická tvorba se zrodila ze složitého střetávání tradicionalismu a evropské a angloamerické avantgardy, především symbolismu a imagismu. Eliot totiž programově navazoval na anglické básníky 17. století (např. na Johna Donna) a s jazykem pracoval způsobem, který jako by navazoval na francouzské básníky konce 19. století, zejména na Julese Laforguea. Po roce 1912 se Eliot začal od symbolismu vzdalovat a pod vlivem Ezry Pounda se přiblížil k imagismu, zejména k jejich teorii i praxi přesných, vycizelovaných obrazů, které byly průsečíkem intelektu, imaginace a senzibility. Na rozdíl od imagistů však Eliot vždy zdůrazňoval společenskou funkci poezie, kterou spatřoval v udržování básnického jazyka jako prostředku společenské komunikace a přesného nástroje myšlení a cítění. Jeho básnická tvorba 20. a 30. let 20. století tak reflektuje duchovní krizi moderní západní civilizace. Pojetím reality a duchovního života v monologu či kaleidoskopickém kubistickém střídání různých hlasů je řazen jednak k modernistům, jednak ke ztracené generaci. Ve svých pozdních pracích pak Eliot rozvíjel svou poetiku směrem k velmi zvláštnímu mixu realismu a metafyzična a rovněž se přikláněl k hodnotám křesťanství a anglosaské kulturní tradice.

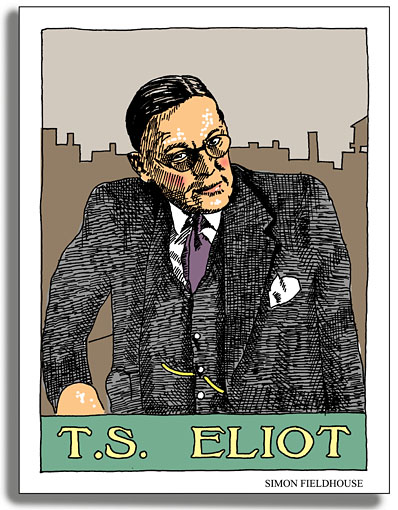
Obraz T. S. Eliota od Simona Filedhouseho

Eliot je rovněž autorem několika básnických dramat, která jsou určena širšímu a mnohdy neliterárnímu publiku, a proto se vyznačují větší sdělností. O organickém spojení jeho básnické tvorby s kritickou činností svědčí to, že vydal za svého života na pět set esejů, týkajících se nejrůznějších stránek uměleckého i politického života.
Formálními inovacemi a intelektuální silou svého díla se Eliot stal jedním z vrcholných a současně nejvlivnějších tvůrců anglofonní i světové poezie 20. století. Jeho poezie je poměrně komplikovaná, není jednoduchá na čtení a vyžaduje značnou pozornost. Roku 1948 byla Eliotovi udělena Nobelova cena za literaturu „za jeho pozoruhodný, průkopnický příspěvek obohacující současnou poezii“ (citace z odůvodnění Švédské akademie).
Thomas Stearns Eliot zemřel roku 1965 v Londýně. Byl pohřben ve vesnici East Coker.

## Dílo

### Poezie
- The Love Song of J. Alfred Prufrock (1911, tiskem 1915, Píseň lásky J. Alfreda Prufrocka), dramatický monolog,
- The Hippopotamus (1917, Hroch), báseň napsaná v rýmovaných čtyřveršových slokách v jambickém tetrametru po vzoru Théophila Gautiera. Tuto básnickou formu pokládal Eliot za protiklad volného verše, jenž se stával avantgardní módou a ze kterého se vytrácely jeho původní kvality.
- The Waste Land (1922, Pustá země), nejznámější Eliotova básnická skladba , složitá výpověď o době mezi válkami a autorova reakce na první světovou válku.
- The Hollow Men (1925, Dutí lidé), báseň, symbolický motiv prázdnoty,
- Journey of the Magi (1927, Cesta mágů), báseň rozvádějící téma cesty mágů a jejich setkání s narozeným Kristem,
- Ash Wednesday (1930, Popeleční středa), první Eliotova křesťanská báseň, jejíž poetika vychází z Danta,
- Four Quartets (1944, Čtyři kvartety), básnická meditace o bytí v čase, jejímž tematickým materiálem je héraklitovský svět čtyř základních živlů (vzduch, země, voda a oheň), Celým dílem prostupuje motiv nezachytitelnosti přítomného okamžiku, který je i není a nemá začátek ani konec.

### Básnická dramata

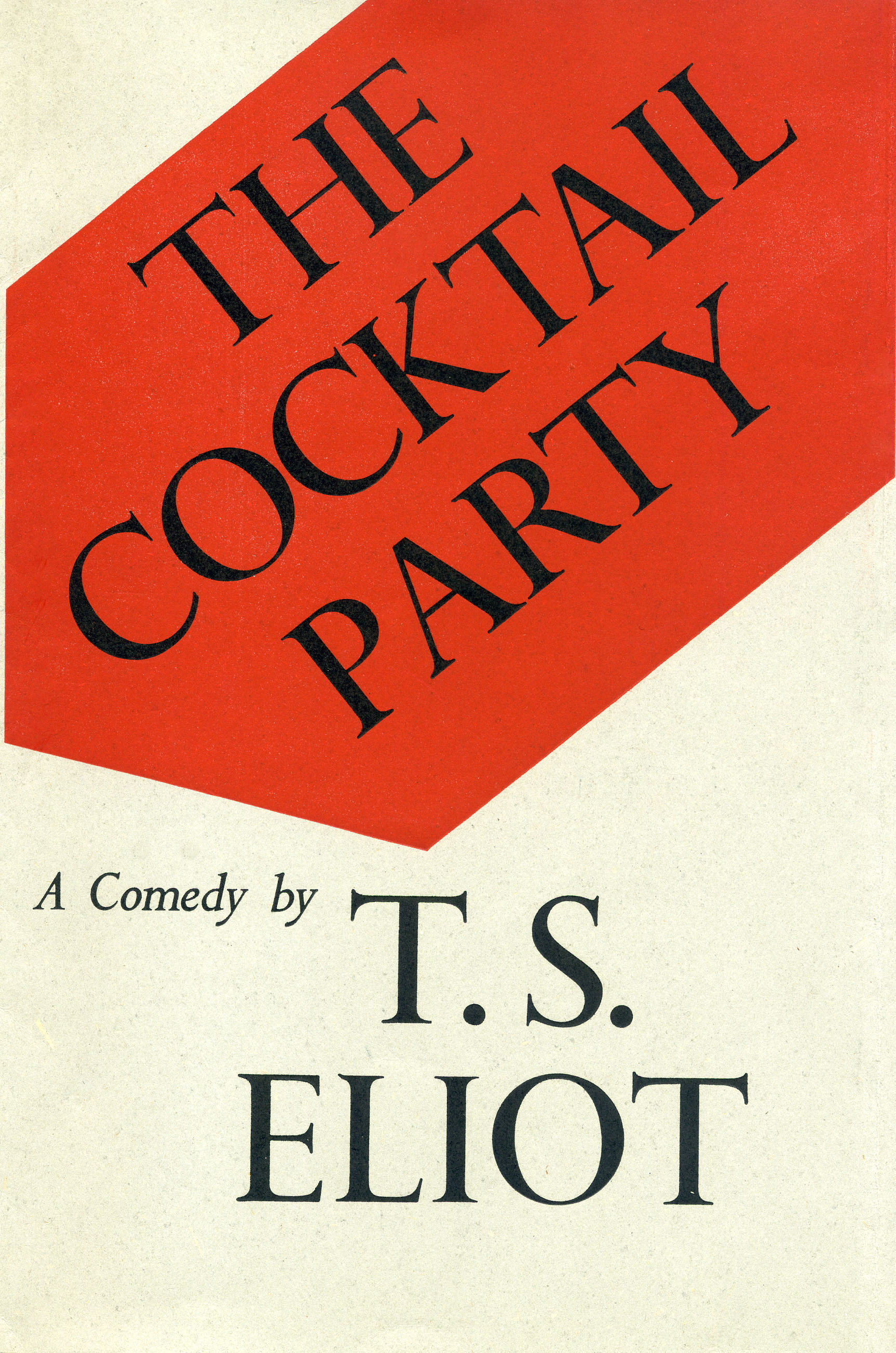
Kokteilový večírek, obálka z roku 1950

- Sweeney Agonistes: Fragments of an Aristophanic Melodrama (1932, Sweeney Agonistes, fragment Aristophanova melodramatu)
- Murder in the Catedral (1935, Vražda v katedrále), drama zachycující tragické dovršení rozporu canterburského arcibiskupa Tomáše Becketa, hájícího zásady církve proti moci královské, s králem Jindřichem II, rozporu, který končí Becketovou mučednickou smrtí v katedrále v Canterbury 29. prosince roku 1170.
- The Family Reunion (1939, Rodinné shromáždění),
- The Cocktail Party (1950, Kokteilový večírek), inspirováno Eurípidovým dramatem Alkéstis[12]
- The Confidential Clerk (1953, Prokurista),
- The Elder Statesman (1958, Zasloužilý státník).

### Nejvýznamnější eseje
- Tradition and Individual Talent (1919, Tradice a individuální talent), esej, která připravila půdu pro přijetí děl básnického modernismu.
- The Sacred Wood (1920, Posvátný háj),
- The Use of Poetry and the Use of Criticism (1933, Funkce poezie a funkce kritiky),
- Notes Towards a Definitioon of Culture (1948, Poznámky k definici kultury),
- The Frontiers of Crtiticism (1956, Hranice kritiky),
- To Critize the Critic (1965, Jak kritizovat kritiku),
- On Poetry and Poets (1957, O básnictví a básnících),

## Česká vydání
- Pustá země, B. Stýblo, Praha 1947, přeložili Jiřina Hauková a Jindřich Chalupecký,
- Rodinné shromáždění, DILIA, Praha 1964, přeložil Zdeněk Urbánek,
- Pustina a jiné básně, Odeon, Praha 1967, přeložil Jiří Valja, výbor obsahuje nejvýznamnější Eliotovy básně (Píseň lásky J. Alfreda Prufrocka, Hroch, Pustina, Dutí lidé, Popeleční středa a Čtyři kvartety)
- Vražda v katedrále, Mladá fronta, Praha 1971, přeložil Jiří Valja,
- O básnictví a básnících, Odeon, Praha 1991, přeložil Martin Hilský, výbor z esejů,
- Pustá země, Protis, Praha 1996, přeložila Jiřina Hauková,
- Zpustlá země, BB art, Praha 2002, přeložil Zdeněk Hron.
- Čtyři kvartety, Argo, Praha 2014, přeložil Martin Hilský
- Křesťan - kritik - básník, Argo, Praha 2019, přeložili Martin Hilský, Petr Onufer a Martin Pokorný
- Pustá země, Argo, Praha 2022, přeložil Petr Onufer
- Popeleční středa; Dutí lidé, Argo, Praha 2025, přeložil Martin Pokorný